# 古屋佳奈子
古屋 佳奈子（ふるや かなこ、6月13日 - ）は、日本プロ麻雀協会に所属する女性プロ麻雀士。山梨県出身。

## 人物
- 日本プロ麻雀協会第11期後期入会。
- 愛称はかーな
- キャッチフレーズは隻眼の虎
- 麻雀牌を利用して初めて和了した役は四暗刻
- 歴女であり、好きな歴史上の人物は武田信玄[1]。　主に三国志・戦国時代が好きである
- 大のゲーム好きでゲームセンター、家庭用問わず幅開くゲームをする
- 好きなお酒は氷結　中でも”白ぶどう”と”ロゼ”が大好き
- 尊敬する女流雀士は、大崎初音。
- 2009年のCSテレビ”ゲームセンターCX”24時間テレビの特別で”たまに行くなら　こんなゲームセンター”というコーナーに出演している。
- アーケードゲーム【機動戦士ガンダム戦場の絆】2011オフィシャル全国大会Eブロック・ベスト8進出
- 個人配信で披露した天城越えが多くの視聴者から高評価を得た
- 醤油が大好きで何にでも醤油をかけてしまうのを見た視聴者が’醤王’や’醤妃’と呼ぶようになった
- 2015年4月～　自身の初冠番組ニコニコ生放送”茶の湯Nigth☆”配信スタート
- 紫外線アレルギー持ちである

## 獲得タイトル
- 麻雀カボ オーロラカップ 準優勝
- 第1回 姫ロン杯チャンピオンシップ 4位